# 都城東・西飛行場

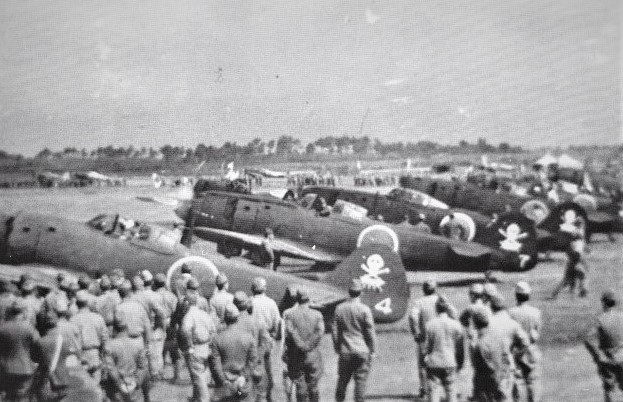
都城基地より出撃した部隊の一つ第58振武隊（髑髏隊）および四式戦闘機｢疾風｣、尾翼に部隊マークの釜茹髑髏が見られる(1945年5月25日 東飛行場)

都城東飛行場（みやこのじょうひがしひこうじょう）および西飛行場（にしひこうじょう）は宮崎県都城市にかつて存在した大日本帝国陸軍の飛行場である。
太平洋戦争末期、沖縄戦および天号作戦における特攻作戦において陸軍第6航空軍隷下の特攻隊である振武隊が主に配備、出撃された。

## 都城特攻基地
太平洋戦争末期、沖縄攻防戦の始まった1945年（昭和20年）4月、南九州に於ける陸海軍の各航空基地から日夜続々と特攻機が飛び立っていた。当時、宮崎県の軍都、都城市の郊外に特攻基地として『都城東飛行場』と『都城西飛行場』の2つがあった。
西飛行場には、1944年（昭和19年）から明野教導飛行師団の第二教導飛行隊が展開してここに一区隊が陸士五七期と甲幹部候補生転科の少尉と、特操一期生の少尉、そして二区隊が少年飛行兵出身の下士官の、二隊があり、一式戦と四式戦による戦闘訓練を実施していた。
同年夏、中国奥地成都からのB-29の北九州来襲を皮切りに、以来数次に亘って迎撃任務についたこともあったが、概して平和な訓練基地であった。飛行場はほぼ、正方形で対角線上に舗装のない滑走路が作られており、20年4月までに1,200メートルの長さに延長された。
東飛行場は、1944年の前半に海軍が地元住民の協力を得て、沖水川流域の田園を飛行場に急造したものである。完成後この飛行場では零戦が訓練を行っていたといわれるが、1945年3月に第100飛行団(100FB)隷下の第101戦隊の展開以後は、専ら陸軍専用の基地となった。この飛行場は表面が荒れており一見、飛行場とは見えなかった。飛行場周辺は蛸の足のように誘導路があり、特攻機はこれを伝って森林や山裾の影の掩体に潜んでいた。このためか西飛行場のような激しい空襲を受けることもなく最後までこの基地から次々と特攻機が出撃していった。

## 当時の基地と隊員の状況

### 飛行場基地の状況
都城東飛行場は南国特有の緑の山々に囲まれた都城盆地の東側を流れる沖水川の川原に連なって南北に設置された飛行場であり、南北に約1,500メートル、東西に約500メートルほどで勿論、滑走路等はなく自然の草原であった。西側は高さ2メートルほどの川の堤防が連なり、東側は幾分開けて村落や森林が点在し、東南側は高さ50メートルほどの丘陵地帯があり、北側にも森林や丘陵のある地形だった。
従って、部隊の宿舎は東南側の丘陵地帯を利用して半地下壕式に造られ、東および北側の森林等には敵の爆撃からの損害を避けるため、飛行場から2メートルほどの範囲に広く掩体が散在しうまく航空機を隠蔽していた。

西飛行場には基地の裏側(格納庫の反対側)に通常内地の訓練基地には配置されない飛行場大隊(基地の警備、管理、通信、物資の補給等に従事する部隊)が派遣されていた。こうした兵力配置は有事の際に後方基地より強力な航空部隊を進出させ、第一線基地として運用するための下準備であった。
通信部隊は福岡、新田原、鹿屋、木脇、知覧、万世等の各飛行場群との相互対信通信(群通信系の確立)や、足摺岬、細島、都井岬、佐多岬、雲仙、済州島、等の陸海電探情報の傍受、そして西部軍や沖縄32軍発信の、北は千島から南はウルシー、印度国境に至る迄の敵機の来襲状況を伝達する防空情報の傍受等、完全な実戦配備であった。
その後の戦局悪化によって西飛行場においては戦備の強化が図られ、重要施設には地下移転命令が出され軍民共に1日3交替の24時間作業で地下壕が建設され、通信施設等は地下に移転された。その地下壕の一つは第100飛行団の作戦室となっていた。

### 無線報告
無線報告は次のようにおこなった。
この報告を受け取るることは隊員らの意志に応えるためにもまた、後の戦闘指導のためにも極めて重要であり、戦闘司令所には集められる全ての無線受信機を集め発信を受け取る努力をした。大半の報告を受け取ることができたが、敵機の攻撃猛烈な対空砲火の中に於ける通信であるため、突入音(連続音)のみの通信も多かった。

### 出撃の状況
出撃する航空機は分散地区から出撃1時間殆ど前に飛行場に引き出し、試運転や点検、爆弾の搭載等を行った。隊員が到着し、見送りの人々と最後の挨拶を交わして出撃に至るがこの瞬間、飛行場には悲壮感が満ち渡り裂けんばかりの緊張感が漂った。離陸に当たっては特に四式戦は離陸の際の方向維持が難しい機体であったので、1機ごと機体を出発点につけ、正しい離陸方向に向けて目標を示し直進するように指導したが、それでも緊張のためか方向維持が出来ずに離陸を失敗したものもあった。また、四式戦は整備の難しい機体であったので離陸後も故障が多発し、飛行場に引き返したり不時着することもあった。これらが各隊員の出撃がバラバラになった原因とされる。

### 特攻隊員の態度
当時の特攻隊は各地で編成されたが、その隊員の内訳は先ず陸軍航空士官学校を出たての57期などを隊長とし、以下に特別操縦幹部候補生および少年飛行兵を主体としたもので1隊につき10名ないし12名であった。
都城基地には出撃の予定に従って、1ないし2隊宛到着し、総攻撃の日時や天候等によって長くて10数日、短くて翌日という具合に出撃が決まっていた。この滞在期間、大部分の隊員は軍が借り上げた町中の旅館の宿舎に泊まり、余裕のある隊は飛行場で訓練を行ったが、搭乗機の整備が間に合わず殆ど訓練は行えなかったとされる。
当時、市内の住人は特攻隊員に対して尊敬の念を以て特に気を配り、女子青年団等の有志らは特攻宿舎での接待役を買って出、献身的に隊員達の世話を行った。
特攻隊員を記述したもの等で已に言い尽くされていることではあるが、隊員達は全く大悟徹底しており死を前にした者とは思えぬほどに平素と変わらない日常の態度で振る舞っていた。特に、出撃前夜は物資欠乏のため、有り合わせのご馳走を準備して壮行会を行ったが、平素、転勤等で行う送別会と一向変わりなく給仕等で動員された女子青年団員達と心から愉快そうに談笑し合っていた。
ある隊員は出撃迄の時間があったので休憩をすすめられ部屋に招かれたが、その間熟睡に至っており出撃前の整列の号令がかかった時に目をこすりながら出ていき見送る周りの人々からその豪胆さを驚嘆された。
また、ある隊員達はもう金を持つ必要がないというので所持金を一切出し合って愛国機献納の一部にと国防献金に託して征った隊もあった。

## 飛行部隊の展開
1944年12月、大本営は教導航空軍司令部を解散し、第六航空軍司令部を編成した。本土方面対上陸作戦をめぐる航空作戦の激化を考慮して、内地にも航空作戦軍をもうけていた。第六航空軍は沖縄作戦の切迫した3月10日、福岡に前進した。これに伴って、南九州には来るべき沖縄決戦に備えて飛行部隊が続々と結集した。
都城の両飛行場には土井直人中佐の指揮する第100飛行団、四式戦(疾風)装備の飛行第101、第102戦隊および、特攻2隊が展開することになった。西飛行場が初めて空襲を受けたのは3月18日午前7時頃であった。それは米軍のM・Aミッチャー海軍中将の指揮する空母機動部隊群で、来襲機はグラマンF6Fと、コルセアF4uであったが、敵機は格納庫、兵舎にロケット弾と機銃掃射を集中し約4回に渡って反復攻撃を行った。格納庫は瞬時に大炎上したが機体は全機、掩体壕内にあり無事であった。一方、直掩の高射機関砲は撃墜2機を報じた。こうした敵艦載機の襲撃下にも南九州の航空戦備は急速に進められた。
米軍が慶良間諸島に上陸した3月26日、東飛行場には第101戦隊の20機、西飛行場には第102戦隊の20機および第22振武隊が進出していた。3月31日、常陸教導飛行師団飛行隊長であった牟田弘國少佐が、新たにこの飛行団長として着任した。

## 都城発進の特攻隊
米軍は本土空襲を重ねたのち、総兵力55万、軍艦補助艦等、計1,500隻(上陸用舟艇)を以て4月1日に沖縄本島西岸の読売および嘉手納海岸に本格的な上陸を開始したが、これ以降約3ヵ月に渡る全軍沖縄特攻出撃が行われることになる。
都城飛行場出撃の特攻第一陣は、『第1特別振武隊』である。比島作戦の終末、第30戦闘飛行団の精華隊33機はその猛烈な全力特攻によって敵の心胆を寒からしめた。今回4月6日の第一次航空総攻撃(菊水一号作戦)の初陣を飾る現地戦闘隊編成の精鋭特攻隊であった。
当時、作戦準備が整わない第6航空軍には手持ちの特攻隊が少なく第101・102両戦隊から志願した10名らがその急をすくった。
第1特別振武隊は坊ノ岬沖海戦の前日、4月6日午後2時10分に西飛行場から出撃したがこの日、第6航空軍司令官菅原道大中将は同地に赴きその出撃を見送り激励した。当日、第6航空軍が用いた兵力は全部で54機であったが、その一翼としてこの西飛行場から出撃した第1特別振武隊の戦没者は、隊長林弘少尉を初め、8名であった。次いで4月12日、第二次航空総攻撃に当たり同隊から2機が敵艦群に突入戦没した。
4月上旬、第60・61振武隊の隊員各12名が都城に到着したが、機体の生産が間に合わず両隊には搭乗機がなかった。第60振武隊は明野で、隊61振武隊は常陸で編成され各地を転々とし都城に着いていた。隊員は駅前の特攻宿舎『舎千亭』に宿泊し、出撃までの日々を第60は東飛行場で、第61は西飛行場で訓練を重ねた。立川、宇都宮等で製造された特攻機は空輸パイロットにより都城に届けられた。
4月28日、第五次航空総攻撃では第60振武隊が早暁、西飛行場から出撃の予定であった。27日、B-29による約130発の弾痕は地上勤務員の必死の努力でその日のうちにほぼ復旧したが、28日にも再び来襲し約300発を投下したため、当日西飛行場からの出撃は不能になった。そこで救急、東飛行場に転進した同隊は午後4時15分東飛行場を出撃、隊長岡本勇少尉以下7名が突入に成功した。因みに当日第6航空軍から参加した特攻機は全部で36機であった。
翌29日、西飛行場はまたもやB-29による爆撃を受け、地上での炎上3機、中破5機、その他多くの被弾機を生じた。また、飛行団司令部が直撃弾を受けた関係もあって、死傷者は18名におよんだ。
5月4日、沖縄32軍のこれ迄の持久戦略から一転した総攻撃に呼応した第六次航空総攻撃に当って、午前6時、第60振武隊が東飛行場から出撃した。草垣島から島々を経て沖縄へ向かった同隊は、隊長平柳芳郎以下6名が8時32分から42分の間に突入に成功したものと認められた。
5月11日、第七次航空総攻撃に第60・61振武隊の6名が出撃、散華した。当日天候は不連続線が台湾海峡にあって九州は所によって雨、沖縄は晴れ後曇りでこの日、軍は80機準備したものの、実施は16機となった。
5月25日も、天候不良であったが、義烈空挺隊の戦果を利用する第八次航空総攻撃が決行された。この日第6航空軍が出した航空機は70機におよんだが、この都城からは午前5時、東飛行場より第57振武隊の隊長伊東喜得少尉以下、11名、次いで第58振武隊の隊長高柳隆少尉以下、10名および残されていた第60・61振武隊の2名からなる計23機が突入した。全機、四式戦装備の精鋭部隊であった。
5月28日の第九次航空総攻撃は、海軍側が敵機動部隊北上の情報によりこれに対して兵力を出し得なかったため、陸軍主体の攻撃となり特攻機57機を出撃させ、都城からは第59振武隊が東飛行場から、西飛行場からは第58振武隊4機が出撃した。　
6月に入り、第32軍の危急を救う第十次航空総攻撃が継続された。当日8日、第59振武隊長野口肇太郎少尉以下、6名が東飛行場より出撃し、沖縄周辺の敵艦船群に突入散華した。
天号作戦最後の航空総攻撃において6月21日、第26振武隊は隊長相良鉢郎中尉以下、4名が東飛行場より出撃。続いて22日、第27振武隊が隊長川村勝中尉以下、6名。第79振武隊隊長金丸享中尉以下、5名が東飛行場より出撃、特攻散華した。
そして7月1日午前6時30分、第6航空軍最後の特攻隊となった第180振武隊が東飛行場を出撃し、2機が慶良間泊地の敵艦船に突入した。
都城特攻基地を発進した特攻機は全部で10隊、79名であった。これは九州方面から出撃した陸軍特攻隊数の約10%に過ぎなかったが、ここでは際立った特色が2つあった。それは編成人員に対して特攻戦没者の率が高いこと、使用機種が全て当時の最新鋭機とされた四式戦(疾風)であったことの2点である。
第100飛行団は5月25日の航空総攻撃で全出動兵力を失い、この不足を補うため5月27日ごろ、飛行第47戦隊が第100飛行団の指揮下に入り、四式戦36機をもって都城西飛行場に展開した。沖美作戦に精魂を傾けた第100飛行団は、7月下旬、四国方面の決号作戦準備のため高松に去り、飛行第47戦隊は熊本の第31戦闘飛行集団長の指揮下に入った。代わって、本土決戦における特攻運用を主任務とする第21飛行団がここに進出し、都城基地における最後の飛行団となった。

## その後の都城基地
戦後、都城飛行場は撤去され西飛行場跡は、大部分を公団住宅群が建設された。東飛行場跡は戦後、開拓地となり海外引き揚げ者、軍人、一般農家の人々が農業に従事した。
現在、都城西飛行場跡の一部は陸上自衛隊が「都城訓練場」として利用している。また、都城歴史資料館では特攻隊員の遺品や資料などが展示されている。
- 都城東飛行場（都北町）
跡地の空中写真（1947年）
畑作地への転換が進み、滑走路の位置は読み取れない。
国土交通省 国土地理院 地図・空中写真閲覧サービスの空中写真を基に作成
- 都城西飛行場（都原町）
跡地の空中写真（1947年）
国土交通省 国土地理院 地図・空中写真閲覧サービスの空中写真を基に作成

- 都城東飛行場・位置座標：北緯31度45分55.63秒 東経131度6分0.77秒 / 北緯31.7654528度 東経131.1002139度
- 都城西飛行場・位置座標：北緯31度44分8秒 東経131度2分21.45秒 / 北緯31.73556度 東経131.0392917度

## 特攻隊取材録
沖縄攻防戦の時期、各新聞紙上は特攻隊の戦果が第1頁に、そして他頁にも隊員の活躍が報道された。そのなかで都城基地に於て各社の特派員が直接取材した記事を以下に紹介する。

## 沿革
- 1943年 川崎航空機による都城における飛行機工場建設が決定し、この工場で生産された大型機の飛行試験のために飛行場を建設が行われる
  - 3月5日 地鎮祭
- 1944年 秋 おおむね完成。海軍飛行場として開場
  - 10月5日 飛燕の試験飛行開始
- 1945年
  - 3月 陸軍専用飛行場となる
  - 4月6日 天号作戦の一環として特別攻撃隊初出撃　以降7月1日まで出撃続く